# Abraham Lincoln
Abraham Lincoln (12. února 1809 Sinking Spring Farm, Kentucky, USA – 15. dubna 1865 Washington D.C., USA) byl 16. prezident USA (v letech 1861–1865) a první prezident z řad Republikánské strany. V době americké občanské války vedl severní státy.

## Životopis
Narodil se jako syn farmáře a dělníka Thomase Lincolna a Nancy roz. Hanksové. Matka byla negramotná. Navzdory relativně velkému majetku a různým vedlejším příjmům otce vyrůstal v chudých poměrech. Několikrát se stěhovali, až se nakonec usadili v okrese Macon v Illinois. Malárie připravila Abrahama Lincolna o matku v době, kdy mu nebylo ještě ani deset let. Jeho otec se po čase usadil v Indianě a mladý Abraham se brzy vydal vlastní cestou. Už od svých čtrnácti let si sám vydělával na živobytí. Číst a psát se naučil sám doma. Lincoln byl v mládí dobrý sportovec zápasník. Ze 300 zápasů prohrál jediný. V roce 1992 byl uveden do americké National Wrestling Hall of Fame.
V roce 1828 se seznámil s obchodníkem Jamesem Gentrym, který jej zaměstnal na přepravu zboží po vodě. Díky této nové práci v New Orleans poznal hrůzy otroctví. Abraham Lincoln během svého života vystřídal mnoho povolání – byl dřevorubcem, lodivodem, lovcem, zeměměřičem, vojákem, poštmistrem a pomocníkem v obchodě. Sám se vzdělával, studoval i zákony a zapojoval se do veřejných debat, kde se projevil jeho řečnický talent. V New Salemu si pronajal obchod. Díky své velké zálibě – knihám – si získal pověst vzdělaného člověka a jeho popularita začala růst. Lidé se na Abrahama Lincolna začali stále více obracet se svými spory, které jim pomáhal řešit.

## Začátky politické kariéry
V roce 1832 poprvé kandidoval do zákonodárného sboru státu Illinois, avšak neuspěl. Ve svém volebním programu vyzdvihoval zřízení centrální banky, zavedení cla, také zlepšení veřejných institucí, čímž jasně prokazoval, že svým smýšlením tíhne k Whigům. Ve stejném roce vstoupil do milic, se kterými měl jako kapitán bránit hranice státu před Indiány, ale do bojů se příliš nezapojil. Ve volbách uspěl až na druhý pokus v roce 1834, poté byl zvolen ještě třikrát stále jako nestraník a své místo si udržel až do roku 1840. Aby získal zkušenosti, cestoval po kraji a sledoval soudy chudých lidí. V roce 1834 složil advokátské zkoušky, přestěhoval se do Springfieldu a stal se společníkem v soukromé advokátní kanceláři. V roce 1842 vstoupil do Whig Party a stal se jejich volebním lídrem v Illinois.
4. listopadu 1842 se oženil s Mary Toddovou, se kterou se znal již od roku 1835. Porodila mu čtyři syny, Edwarda a Williama, kteří zemřeli ještě jako děti, a Roberta a Thomase, z nichž se však jen Robert dožil dospělosti.

## Zvolení do Kongresu
Roku 1846 kandidoval ve volbách do federálního Kongresu. Během svého působení v Sněmovně reprezentantů vzbudil pozornost hlavně projevem proti Mexické válce ve chvíli, kdy už prakticky skončila vítězstvím. Výrazně odmítal všechno, co se mu zdálo nespravedlivé, třeba i nadměrnou koncentraci moci v rukách prezidenta, k jejímuž zesílení i tato válka přispěla. V prezidentských volbách 1848 podpořil Zacharyho Taylora, kandidáta Whig Party.

## Otázka otrokářství

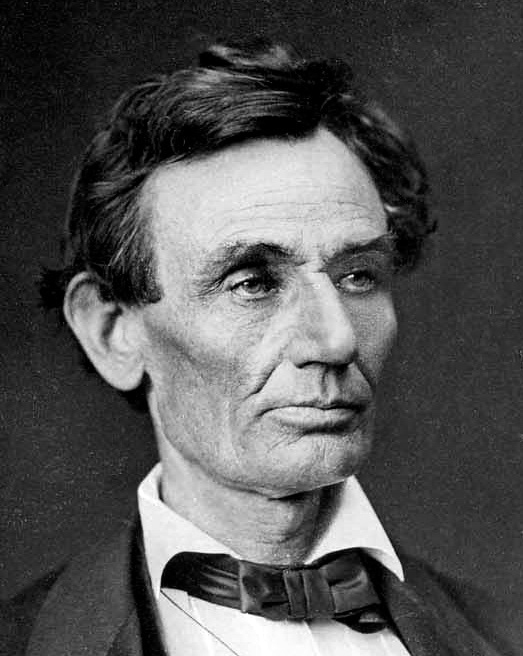
Alexander Hessler: Abraham Lincoln, 1860

Po těchto volbách se poprvé od „Kompromisu 1820“ opět projednávala otázka otrokářství. Hlavním cílem bylo se domluvit, zda má být otrokářství zcela povoleno nebo navždy zakázáno. Abraham Lincoln přirozeně hlasoval proti tomu, aby otrokářství bylo povoleno. Navíc vznesl i požadavek na zákaz otroctví a obchodu s otroky v distriktu hlavního města (Washington, D.C.). Tento návrh znepokojil všechny otrokáře a po dlouhých diskuzích nebyl ani předložen k hlasování. Otázka otrokářství v USA však měla významně ovlivnit jeho budoucí politickou dráhu, i když on sám na začátku této krize neviděl žádné východisko k vyřešení tohoto problému a odmítal i radikální zásahy ze strany federativních vládních orgánů.
Protože v dalších volbách do Kongresu USA znovu nebyl zvolen, považoval svou politickou kariéru za skončenou. Během následujících let se soustředil převážně na advokátní praxi, přestože se úplně nevzdal činnosti v politice. Mezitím se však vztahy mezi Severem a Jihem dále zostřovaly a napětí vzrostlo. Mírové vyrovnání se už zdálo téměř nemožné. Podle zákona z roku 1854 se měli obyvatelé nově přijímaných teritorií sami rozhodovat, zda otroctví chtějí, či ne. Problém otrokářství rozkládal čím dál tím víc i samotnou Whig Party a nakonec vedl i k jejímu zániku. K návratu na politickou scénu se odhodlal až v roce 1852, ale jeho pokus o získání funkce senátora se nevydařil. Jeho zásadně odmítavý nekompromisní pohled na otrokářství vzbudil pozornost republikánské strany, do které vstoupil roku 1856. Znovu kandidoval ve volbách roku 1858 proti demokratickému obhájci senátorského křesla Stephenu Douglasovi, který prosadil ve Washingtonu výše zmíněný zákon o nově přijímaných teritoriích, avšak opět prohrál.
Představa, že byl zavilým odpůrcem otrokářství a že byl pro rovnost všech lidí, je ve světle některých jeho vyjádření mylná:
„… Nejsme přece nepřátelé, ale přátelé. Nesmíme být nepřáteli. I když mohou vzplanout vášně, nesmí nás ovládnout. Tajuplné nitky paměti vinoucí se od každého bojiště a hrobu vlastence ke každému bijícímu srdci a ke všem krbům této země se jen přidají k Unii, budou-li opět rozehnány, a ony určitě budou rozehnány těmi lepšími anděly v nás samých.“ 
– Lincoln při svém prvním prezidentském projevu, 4. března 1861.
| „                                                                       | Dnes se stejně jako kdy předtím zasazuji proti tomu, aby mezi bílou a černou rasou byla nastolena jakákoliv forma sociální a politické rovnosti. Dnes se stejně jako kdy předtím zasazuji proti tomu, aby se z černochů stali voliči nebo spříseženci, aby byli prohlašováni za schopné vést úřady nebo mít sňatky s bílými lidmi; dodám k tomu, že existuje fyzická různost mezi bílou a černou rasou, která, jak věřím, provždy vyloučí, aby spolu obě rasy žily na bázi sociální a politické rovnosti. A protože nemohou žít v rovnosti, ale přesto zůstávají spolu, musí existovat nadřazení a podřízení, a já se zasazuji jako každý jiný o to, aby nadřazené postavení bylo přisouzeno bílé rase. | “ |
| — Lincoln v diskusi se senátorem Stephenem A. Douglasem, 18. září 1858. | |   |

| „                                                        | Rovnoprávnost pro černochy. Nesmysl. Jak dlouho pod vládou Boha, který je dost silný ke stvoření a udržovaní vesmíru, budou darebáci šířit tyto nesmysly a tupé stádo blbců jim bude hltat tuhle ubohou demagogii. | “ |
| — Lincolnovy nejspíš nevyužité poznámky k projevu, 1859. | |   |

| „                                                   | Můj nejdůležitější úkol v této snaze je zachránit Unii, nikoli zachránit nebo zničit otroctví. Pokud bych dokázal zachránit Unii, aniž bych osvobodil jediného otroka, udělal bych to; a pokud bych ji zachránil osvobozením některých a ostatní nechal, udělal bych to; pokud bych ji však zachránil osvobozením všech otroků, udělal bych to; To, co dělám ohledně otroctví a barevné rase, dělám proto, že věřím, že to pomůže zachránit Unii; a čeho se zdržuji, toho se zdržuji proto, že nevěřím, že to pomůže zachránit Unii. | “ |
| — Lincoln v dopisu Horaci Greeleymu, 22. srpna 1862 | |   |

## Prezidentské volby 1860
Otázka otroctví se stala ústředním tématem volebního boje. Nakonec sice senátorské volby vyhrál Douglas, ale v prezidentských volbách 1860 se síly Republikánské strany znásobily. Na volebním sjezdu, který se konal toho roku v Chicagu, byl v třetím kole nominován na prezidenta. Demokraté byli natolik rozštěpení, že nominovali kandidáty dva, Johna C. Breckenridge a Stephena A. Douglase. Volební program republikánů sliboval konec rozšiřování otroctví, ochranná cla a rychlé udělování amerického státního občanství přistěhovalcům, kteří se stali žádanou pracovní silou.
| Vláda Abrahama Lincolna | Vláda Abrahama Lincolna | Vláda Abrahama Lincolna |
| ----------------------- | ----------------------- | ----------------------- |
| Úřad                    | Osoba                   | Období                  |
|                         |                         |                         |
| Prezident               | Abraham Lincoln         | 1861–1865               |
| Viceprezident           | Hannibal Hamlin         | 1861–1865               |
|                         | Andrew Johnson          | 1865                    |
|                         |                         |                         |
| Ministr zahraničí       | William H. Seward       | 1861–1865               |
| Ministr války           | Simon Cameron           | 1861–1864               |
|                         | Edwin M. Stanton        | 1864–1865               |
| Ministr financí         | Salmon P. Chase         | 1861–1864               |
|                         | William P. Fessenden    | 1864–1865               |
|                         | Hugh McCulloch          | 1865                    |
| Ministr spravedlnosti   | Edward Bates            | 1861–1864               |
|                         | James Speed             | 1864–1865               |
| Ministr pošt            | Montgomery Blair        | 1861–1864               |
|                         | William Dennison        | 1864–1865               |
| Ministr námořnictví     | Gideon Welles           | 1861–1865               |
| Ministr vnitra          | Caleb B. Smith          | 1861–1862               |
|                         | John P. Usher           | 1864–1865               |

Jeho kandidátem na funkci viceprezidenta USA se stal Hannibal Hamlin. Vlivem smrti bojovníka za práva otroků Johna Browna získala republikánská dvojice další hlasy na svou stranu. Ve volbách 6. listopadu 1860 obdržel 1 865 593 hlasů proti Douglasovým 1 382 713 hlasů, republikáni tak získali podporu 40 % voličů a tím pádem 180 volitelů. V jižních státech nebyl ani na kandidátkách. V den jeho inaugurace (4. března 1861) schválil Kongres návrh třináctého ústavního dodatku, který měl zaručit existenci otrokářství. Jednotlivé státy ho však neschválily a tak nikdy nevzešel v platnost. Paradoxem zůstává, že když v roce 1865 ratifikovali nový 13. dodatek, netýkal se již zachování otrokářství, ale jeho ukončení.

## Občanská válka
Se svými 180 mandáty porazil Douglase i Breckinridge, kteří měli dohromady pouze 84 mandátů. Jižní státy tento výsledek velmi znepokojil. Extrémisté vyzývali k odtrhnutí od Unie, i když on sám popíral jakýkoli úmysl o osvobození otroků. Hlas odporu však sílil. Do čela bojovného tábora se postavila Jižní Karolína a ještě v prosinci 1860 vystoupila z Unie. Mississippi, Florida, Alabama, Georgie, Louisiana a Texas následovali jejího příkladu. Založili Konfederativní státy americké (CSA, Confederate States of America) s vlastní ústavou a jejich prezidentem se stal Jefferson Davis, Jih podporovala Anglie se Španělskem, protože Sever pro ně byl konkurencí a Jih jim dodával potřebnou bavlnu. Osm severních otrokářských států od Delaware až po Arkansas zaujalo nejprve vyčkávací postoj. Nově zvolený prezident USA tak stál hned na začátku svého funkčního období před obrovskou hrozbou – rozpadem Unie. Všechny pokusy o vyjednávání s jižními státy skončily neúspěchem. Poté, co Jih 12. dubna 1861 začal útočit na federální pevnost Sumter, ležící nedaleko pobřeží jižanského Charlestonu, krvavá občanská válka naplno vypukla. Arkansas, Virginie, Tennessee a Severní Karolína se připojily ke Konfederaci, ale Maryland, Kentucky, Delaware a Missouri zůstaly nadále v Unii a pokusily se zůstat neutrální. Ve skutečnosti však ve většině z nich zuřila lokální občanská válka mezi místními příznivci a odpůrci otrokářství.

## Vojenské úspěchy Konfederace
Konfederace přesunula své hlavní město do Richmondu ve Virginii, asi 150 km od Washingtonu. První významná bitva se odehrála na řece Bull Run, kde proti sobě stálo 35 000 vojáků Unie pod vedením generála Irvina McDowella a 20 000 Konfederačních vojáků v čele s generálem Beauregardem. Unionistické oddíly utrpěly bolestnou porážku. Pro státy Unie to byl šok, který je však přesvědčil o tom, že Jih se nevzdá tak snadno, jak si na Severu mysleli. Ani několikanásobná změna armádního velení nepřinesla Severu žádný úspěch. Začátkem roku 1863 generál Jihu Lee se svými jednotkami úspěšně pronikl téměř až do Washingtonu a severozápadně od hlavního města se střetl s jednotkami Unie. Bitva u Gettysburgu trvala 3 dny (od 1. července do 3. července 1863). Sever, pod vedením generála Meada, v tomto boji konečně dosáhl vítězství. Počet vojáků byl na obou stranách vyrovnaný. Toto vítězství nebylo tak důležité z hlediska vojenského, ale hlavně z hlediska morálního. Lee se se svým vojskem stáhl a všeobecná situace se téměř nezměnila.

## Obrat ve prospěch Unie
Začátkem roku 1864 jmenoval vrchním armádním velitelem Unie generála Ulyssa Granta. Pod jeho velením proběhlo toho roku velké množství bitev, obzvláště ve Virginii, které stále víc vyčerpávaly Konfederativní armádu. Souběžně s vojenskými akcemi on sám podnikl na Jihu několik jednání o kompromisním míru. Byl ochoten zastavit boje za podmínek, že se Jižní státy vrátí do Unie a uznají osvobození otroků. V této době se již přikláněl k myšlence otroctví úplně zrušit. Měl k tomu několik dobrých důvodů. Na jednu stranu práce otroků podporovala vojenské úsilí Konfederace, na straně druhé upadající morálka občanů Severu potřebovala povzbudit nějakým vznešeným mravním ideálem. Zrušení otrokářství se jím také opravdu stalo, nemluvě o tom, že takovýto postup by zmařil jakékoli vyhlídky Konfederace na získání podpory Francie či Británie. Jefferson Davis však tyto návrhy odmítal a musel se proto stát svědkem toho, jak je jeho armáda zaháněna stále víc do úzkých. Dne 9. dubna 1865 byl generál Robert Edward Lee donucen u Appomattoxu kapitulovat. Tím i americká občanská válka de facto skončila. Začátkem června se na Jihu vzdaly poslední jednotky. Se svými 600 000 mrtvými to byla až dodnes nejničivější válka v dějinách USA. Materiální škody se nepodařilo vůbec vyčíslit.

## Vývoj po kapitulaci
Příčina války – problém otroctví – byl vyhranou občanskou válkou vyřešen. V projevu po bitvě u Antietamu 22. října 1862 prohlásil, že od 1. ledna 1863 je třeba na všech územích obsazených vojsky Unie nahlížet na otroky jako na svobodné lidi. Dokument však nemalou mírou přispěl i ke konečnému vítězství Unie ve válce. Na jeho základě se totiž černoši mohli hlásit do služby v ozbrojených silách, čímž výraznou mírou ovlivnili složení unionistické armády. Dohromady jich v ní sloužilo téměř 200 000, což bylo asi 10 % všech vojáků.
Tomuto Preliminary Proclamation (předběžnému vyhlášení) předcházel složitý proces sebeuvědomování. On sám hlavní cíl války viděl v zachování Unie. K definitivnímu osvobození otroků a jeho konečnému zrušení došlo až s 13. dodatkem k Ústavě, jehož přijetí se již nedožil. Jeho Emancipační prohlášení z 22. září 1862 se projevilo i v zahraničněpolitické pozici Unie. Francie, Španělsko a Velká Británie sympatizující s Jihem se teď nemohly otevřeně postavit za Konfederaci, protože veřejná podpora otroctví byla politicky neúnosná. Unie tak zažehnala nebezpečí zásahu těchto mocností, především Británie, ve prospěch Konfederace. Roku 1863 se zúčastnil otevření národního hřbitova u Gettysburgu, na místě, kde se odehrála jedna z rozhodujících bitev občanské války. Při této příležitosti přednesl řeč, v níž kromě jiného pravil: „Věřím, že tito mrtví nezemřeli nadarmo.“ Zmiňovaný 13. ústavní dodatek, kterým bylo otroctví definitivně zrušeno, schválily tři čtvrtiny státních zastupitelstev, jak je tomu podle ústavy potřeba. 18. prosince 1865 se stal součástí ústavy. Tehdy už otroctví přetrvávalo jen ve dvou pohraničních státech Kentucky a Delaware. Netrvalo dlouho, než bylo zrušeno i tam.

## Nové volby
Začáteční těžké porážky unionistických jednotek nezůstaly bez vlivu na postavení prezidenta USA. Při volbách do Kongresu v roce 1862 zaznamenali velké úspěchy Demokraté, pět států, ve kterých v roce 1860 vyhrál on sám, zvolilo za poslance Demokraty. Celkem vzrostl počet demokratických mandátů z 24 na 75. Mezi lidmi se rozšířilo, že prezident si i za války s každým promluví a pokusí se pomoci, kde se dá. Bílý dům potom denně obléhali návštěvníci snažíce se získat nějaké místo, poradit prezidentovi anebo mu aspoň poskytnout slovní podporu v jeho nelehkém postavení. Demokraté mu především vyčítali počáteční váhavost a neschopnost při vedení. Ale ani všichni Republikáni nebyli zajedno. Proto radikálové nominovali vlastního kandidáta na funkci prezidenta USA, Johna Charlese Frémonta. Volební sjezd však 8. června 1864 rozhodl v Baltimore znovu nominovat Lincolna. Demokraté nominovali generála McClellana. Avšak bez ohledu na to se za něj postavil i lid a tak bylo jeho vítězství poměrem 212 : 21 mandátem víc než jednoznačným. Svůj hlas mu dalo i 77,5 % všech vojáků Unie.

## Lincolnovo druhé prezidentské období
Dne 4. března 1865 byl znovuuveden do úřadu prezidenta USA. Inaugurace se poprvé zúčastnila část černošského obyvatelstva, občanská sdružení a černošský armádní prapor. On sám se stále víc zaobíral plány na obnovu Jihu po skončení občanské války. Už koncem roku 1863 předložil svůj první návrh rekonstrukce jihu USA. V projevu, který přednesl při příležitosti jižanské kapitulace dne 11. dubna 1865, vytyčil základní linie budoucí politiky: ohleduplnost vůči Jihu, co možno nejrychlejší vytvoření vlastních vlád v jižních státech, od kterých však očekával jednoznačné prohlášení loajality, co možno nejrychlejší začlenění povstalců do civilního života, spojené s navrácením veškerých občanských práv.

### Lincoln a ústava
Šlo o sveřepého zastánce Ústavy Spojených států, speciálně pak odpůrce zásahů do ní a snah o její omezení v některých bodech či manipulaci s ní.
| „ | My, lidé, jsme pány jak nad kongresem tak nad soudy – ne proto, abychom svrhli ústavu, ale abychom svrhli lidi, kteří ji narušují. | “ |

| „ | Nezasahujte ničím do ústavy. Ta musí být hájena, neboť ta je jediným strážcem našich svobod. | “ |

### Lincoln a tehdejší peněžní systém
Během americké občanské války, let 1862–1863, se mu podařilo prosadit, aby Kongres mohl vydávat státní bankovky (ve formě peněz s nuceným oběhem), jejichž pomocí financoval své vojáky a náklady vojsk Severu; stejně jako tyto bankovky (tištěné na zadní straně zeleným inkoustem, od čehož přijaly označení green backs) postupně prostoupily do obchodu a celé ekonomiky severských států. On sám kladl důraz na to, aby právo na emise (tj. tisk, ražení) hotových peněz měla vláda (v tomto případě Kongres), aby toto samotné vydávání peněz nebylo zatíženo úrokem; a aby nebyla zpřetrhána možnost lidu volit zástupce, kteří by se o vydávání peněz do ekonomiky starali. Jeho princip peněz vydávaných veřejným a nikoli soukromým subjektem, který by si za něj účtoval úrok, vydržel až do 23. prosince roku 1913 (funkční období Woodrowa Wilsona).
| „ | Vláda by měla vytvářet, tisknout a dávat do oběhu veškerou hotovost a (bankovní) kredit, který potřebuje k uspokojení svých výdajů a kupní síly spotřebitelů. Privilegium vytvářet a vydávat peníze není nejvyšší výsada vlády, ale její největší tvůrčí příležitost. Osvojením si těchto principů budou daňoví poplatníci ušetřeni nezměrných obnosů z úroků. Peníze tak přestanou být pánem a stanou se sluhou lidství. | “ |

Na popud Kongresu byly nakonec papírové bankovky vytištěny v celkové hodnotě 450 milionů dolarů, což zpočátku postačovalo ke krytí válečných ztrát a zároveň to nebylo tolik, aby došlo k bezbřehé inflaci. Další vývoj války však vedl k tomu, že k vyrovnání rozpočtu bylo nutno dát do prodeje cenné papíry. Touto akcí byl pověřen bankéř Jay Cooke z Filadelfie, jehož společnosti se podařilo v první vlně prodat soukromým osobám vládní válečné papíry za více než 500 milionů dolarů, se splatností na dvacet let. Konečný výsledek této akce pak byly téměř dvě miliardy takto získaných dolarů.
Během období, v němž vykonával úřad prezidenta Abraham Lincoln, byla také nově zavedena daň z příjmu a byl zřízen příslušný kontrolní orgán Úřad pro vnitřní daňový příjem. Několik významných zákonů na podporu hospodářství přijal Kongres v roce 1862 – jednalo se především o zákon o novém ochranném clu, o transkontinentální železnici a zákon o usedlostech, díky němuž mohli osadníci získat bezplatně 160 akrů půdy.

## Atentát
Na naplnění těchto cílů už ale neměl dost času. Dne 14. dubna, pět dnů po skončení války, navštívil společně se svou manželkou slavnostní představení ve Fordově divadle. To se mu stalo osudným. Ve 22 hodin jeden z herců, který byl fanatickým přívržencem Jihu, vtrhl do lóže a z těsné blízkosti prezidenta střelil zezadu do hlavy. Ve zmatku, který nastal, potom atentátník, herec John Wilkes Booth, utekl. Až za dvanáct dní ho vojáci chytili a zastřelili. Přestože se mu dostalo všemožné lékařské pomoci, prezident následující den po atentátu zemřel. Ukázalo se, že atentát byl spiknutím, na kterém se kromě Bootha podílelo ještě dalších devět atentátníků, kteří byli přívrženci Jihu a jednali z vlastního přesvědčení. Kromě Lincolna chtěli zabít Granta, Johnsona a Sewarda. Na státního sekretáře (ministra zahraničí), připoutaného na lůžko, byl spáchán atentát nožem, jeho zranění však nebylo smrtelné. Šest spiklenců bylo odsouzeno k trestu smrti; jeden zemřel ve vězení a ostatní byli popraveni.

## Seznam předmětů a artefaktů

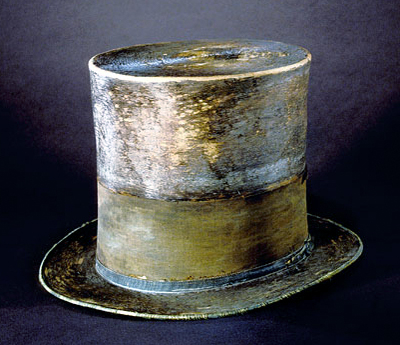
Klobouk Abrahama Lincolna

Neúplný seznam předmětů a artefaktů souvisejících se životem, smrtí a odkazem Abrahama Lincolna, jeho prezidentstvím a jeho rodiny.

### Klobouk Abrahama Lincolna
Klobouk Abrahama Lincolna pochází z poloviny 19. století. Tento klobouk získal od J.Y. Davise, výrobce klobouků z Washingtonu. Lincoln nechal přidat černou hedvábnou smuteční pásku na památku svého syna Willieho. Naposledy si ho oblékl 14. dubna 1865 do Fordova divadla. Po Lincolnově smrti byl klobouk se svolením Mary Lincolnové předán patentovému úřadu, který jej v roce 1867 uložil ve Smithosonově institutu. Klobouk se nesměl několik let vystavovat veřejnosti. Poprvé byl vystaven až v roce 1893 během výstavy, kterou pořádala Lincoln Memorial Association. V institutu je uložen dodnes.

### Posmrtná postel Abrahama Lincolna
Postel z Petersenova domu, ve které zemřel Abraham Lincoln. V roce 1871, po smrti majitelů Williama a Anny Petersenových, byl jejich nábytek včetně postele prodán v aukci. Postel koupil za 80 dolarů William H. Boyd. Postel zdědil jeho syn, který ji prodal Charlesovi F. Guntherovi, bohatému chicagskému výrobci cukrovinek a sběrateli. Po smrti Gunthera v roce 1920 chicagské historické muzeum zakoupilo jeho mimořádnou sbírku včetně Lincolnovi smrtelné postele a souvisejícího vybavení.

### Polštáře Abrahama Lincolna
Polštáře z postele, ve které zemřel Abraham Lincoln. Lincoln měl v posteli hlavu podepřenou polštáři, které se po jeho úmrtí prodaly v aukci. Jeden je uložen ve Fordově muzeu, další jsou uloženy v knihovně Kongresu.